# Vilniuská univerzita
Vilniuská univerzita (Vilniaus universitetas, Universitas Vilnensis) je jedna z nejstarších univerzit v severní Evropě a největší a nejvýznamnější univerzita v Litvě. Vznikla roku 1579 povýšením jezuitské akademie, která ve Vilniusu fungovala od roku 1570, na univerzitu.

## Dějiny
Jezuité v roce 1773 z Litvy odešli a školu zdědil stát. Dlouhou dobu byla tato univerzita jedinou univerzitou v Litvě. Její sláva se brzy dostala i za hranice státu. Na škole vyučovali profesoři z Anglie, Skotska, Itálie, Dánska a jiných západoevropských zemí. Studovali zde studenti z různých států světa. V roce 1832 podle nařízení cara Mikuláše I. Univerzitu zavřeli. Důvodem bylo podezření, že univerzita je centrem revolučního hnutí litevského obyvatelstva. Svou činnost obnovila až v roce 1919.

## Úspěšní absolventi univerzity
Mezi úspěšnými absolventy Vilniuské univerzity byli mnozí literáti – polský básník Adam Mickiewicz.

## Architektura stavby
Za více než čtyři století se univerzita rozšířila. Dnes se její budovy nacházejí nejen ve Starém městě (dvanáct budov), ale i za hranicemi města. Umělecky hodnotný je zejména velký hlavní dvůr Vilniuské univerzity. Je vytvořen z nejstarších budov univerzity, jejichž historie sahá až do 16. století, ale i z budov postavených o tři století později - v 19. století. Součástí tohoto komplexu je i Kostel svatého Jana Křtitele a svatého Jana Evangelisty. Sloučení architektonických stylů - renesance, baroka a klasicismu - se odrazil hlavně v architektuře univerzitního dvora. Arkády, nacházející se na dvoře, dodávají budově univerzity typický nádech italských budov z období renesance. Na pamětních deskách umístěných na fasádě Kostela sv. Jana a na budovách univerzity jsou jména profesorů a rektorů, kteří univerzitu proslavili.
Knihovna univerzity byla založena roku 1580. Skládá se z několika sálů, vyzdobených v různých architektonických stylech. Nejstarší sálem je Sál Smugleviča, kterou vyzdobil Franciszek Smuglewicz, autor obdivuhodných fresek s náboženskou tematikou, okrášľujúce strop a stěny sálu. V 20. století byly fresky zrestaurované.

## Současnost
Dnes se v Sále Smugleviče nachází stálá expozice unikátních rukopisů.

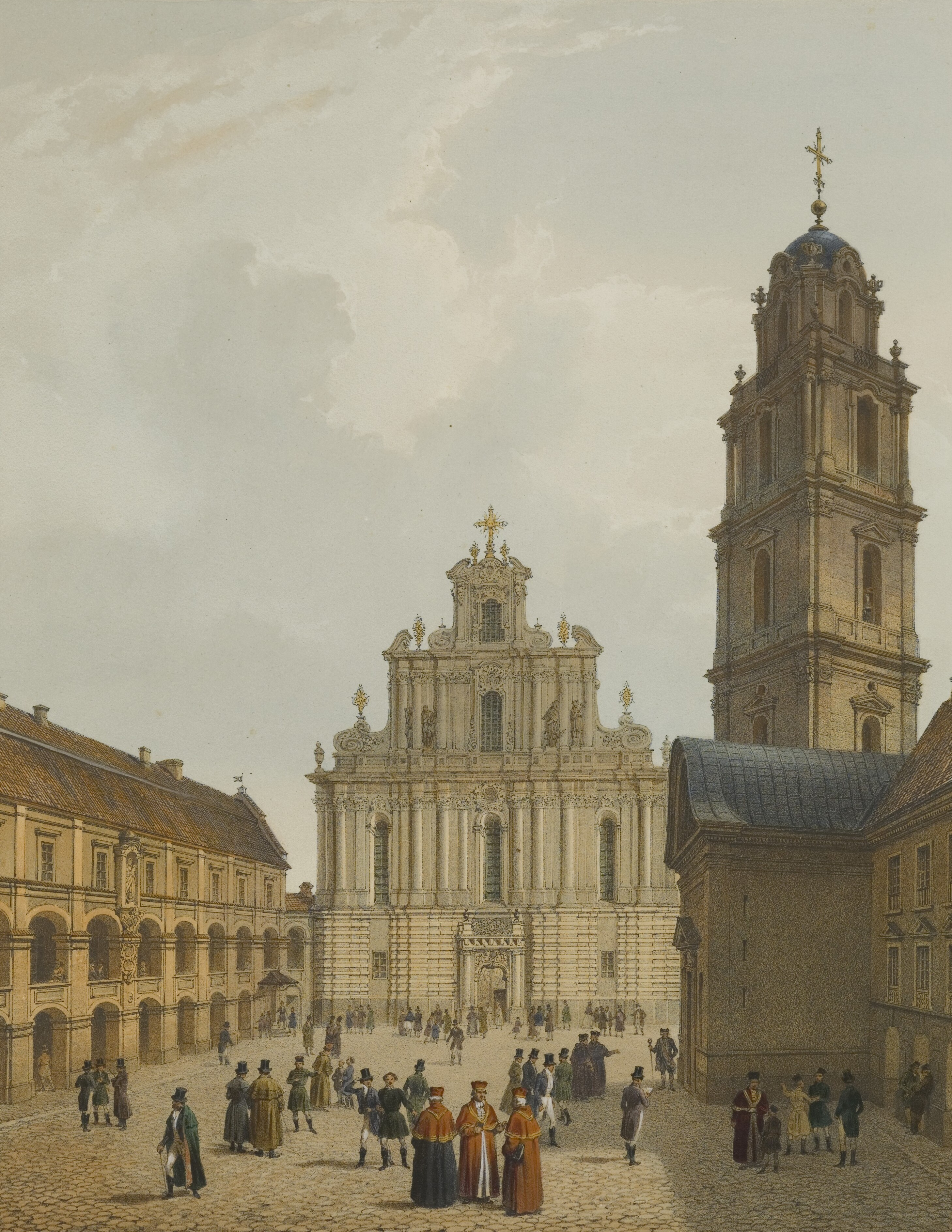
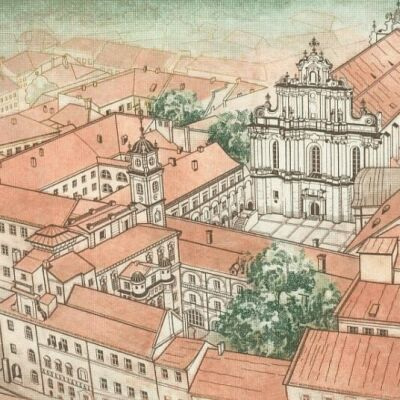
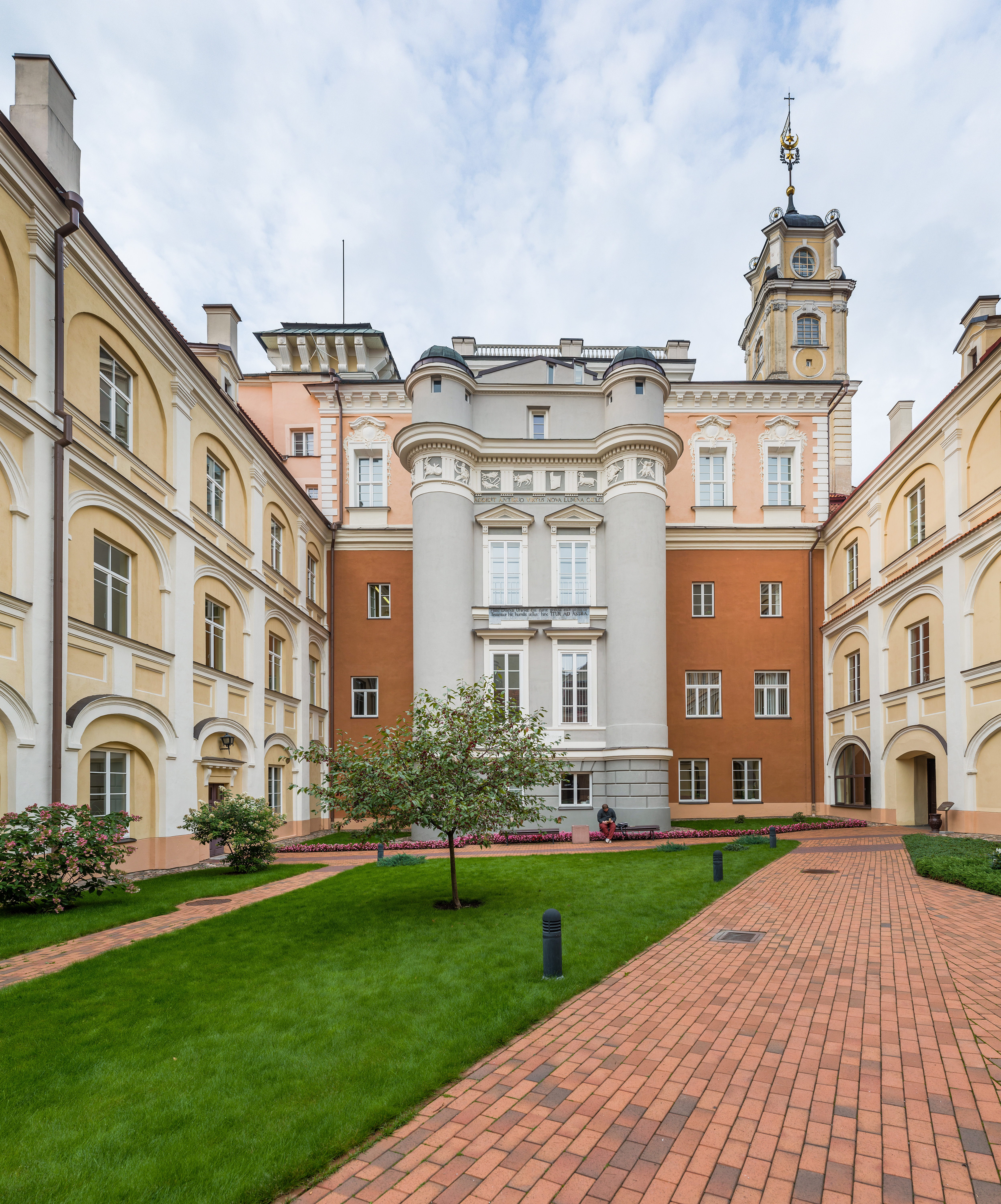
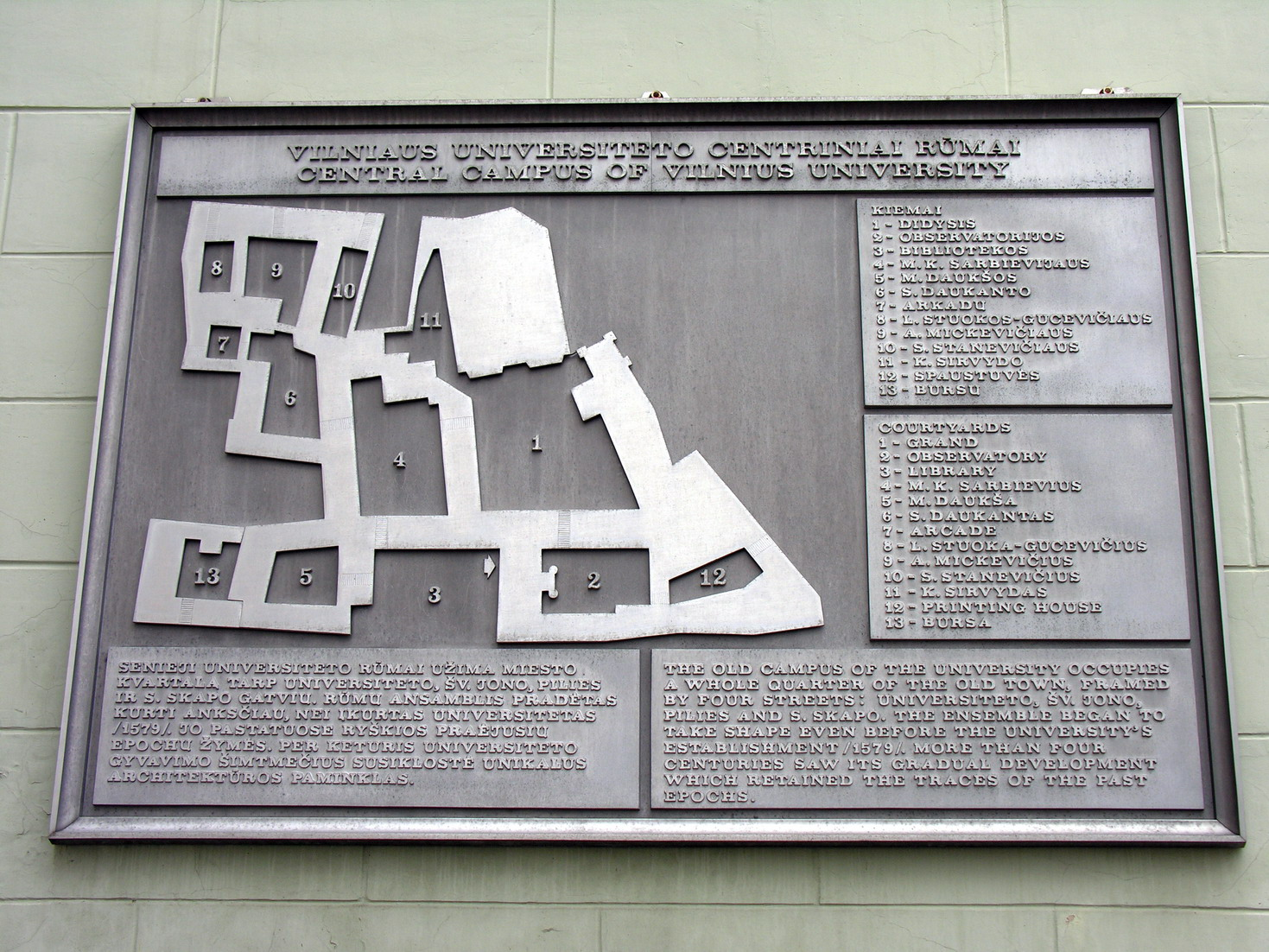
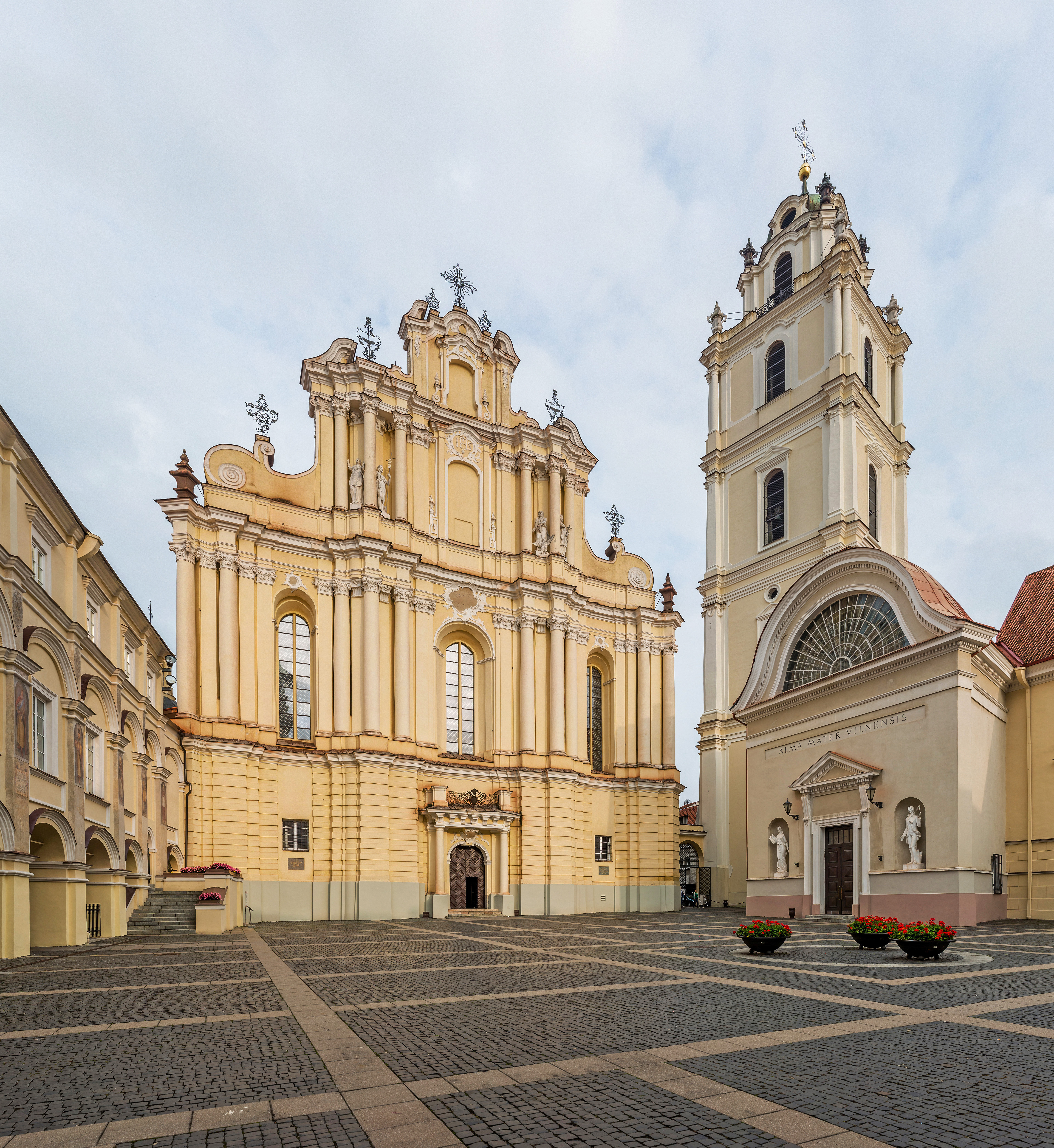
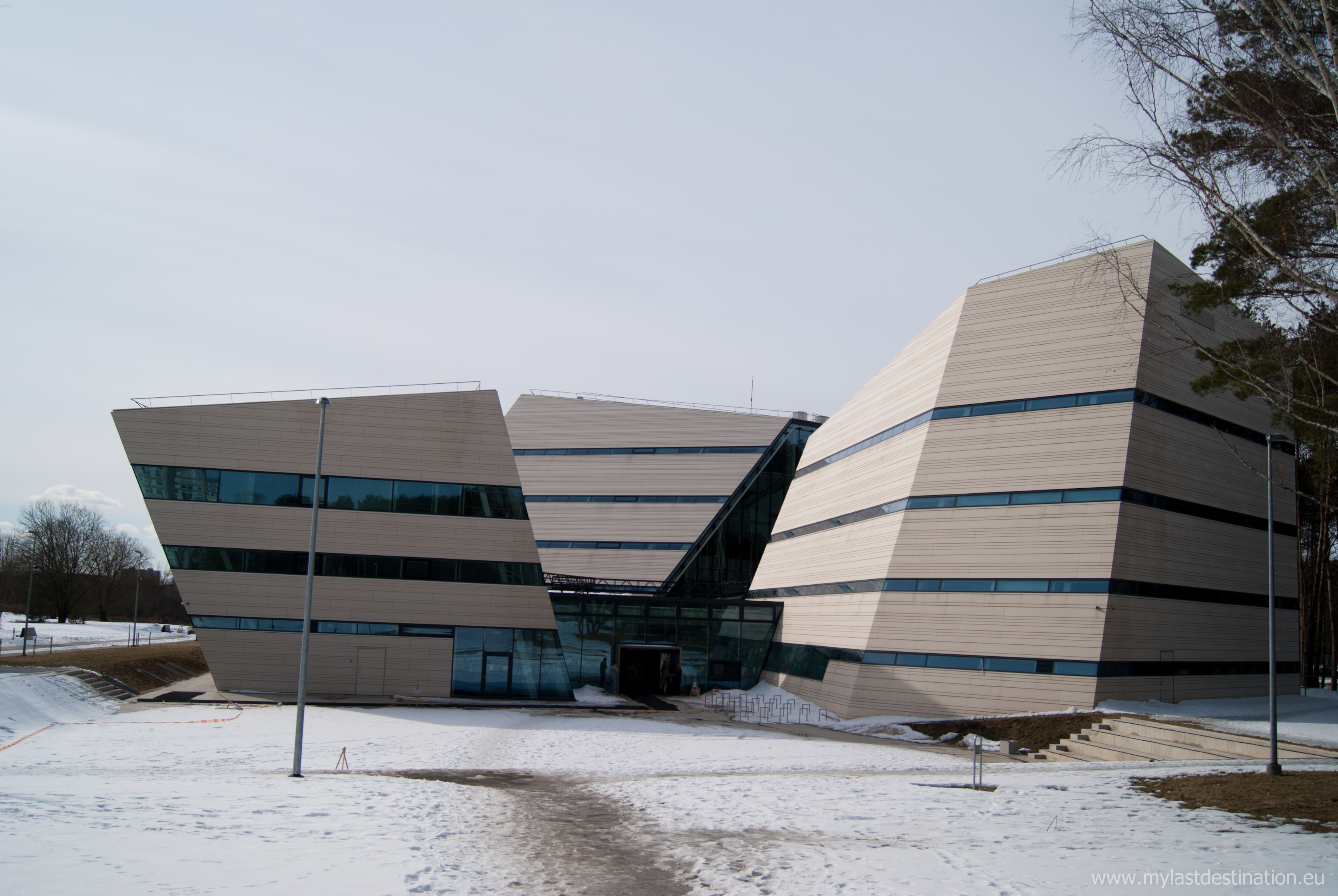